# ماريا خيسوس سان سيغوندو
ماريا خيسوس سان سيغوندو (25 مارس 1958 - 17 ديسمبر 2010) كانت اقتصادية وأكاديمية ودبلوماسية وسياسية إسبانية ووزيرة للتعليم والعلوم في إسبانيا بين عامي 2004 و2006.

## السيرة الشخصية
ماريا خيسوس سان سيغوندو درست في بورغوس وفي عام 1980 تخرجت في الاقتصاد من جامعة إقليم الباسك، وحصلت على جائزة وطنية لإكمال الدراسات. في عام 1982 أكملت درجة الماجستير في الاقتصاد من جامعة برينستون في نيوجيرسي، وحصلت هناك في عام 1985 على درجة الدكتوراه في الاقتصاد مع أطروحة بعنوان «الدراسات التجريبية لجودة التعليم».
كانت زميلة في مركز التدريب في بنك إسبانيا بين عامي 1982 و1984 وأستاذة الاقتصاد في جامعتي إقليم الباسك وكارلوس الثالث في مدريد. بين عامي 1994 و1996 عملت كمستشارة لوزير الدولة للجامعات والبحوث، وبين 2000 ويناير 2004 كانت نائبة رئيس الجامعة للطلاب في جامعة كارلوس الثالث في مدريد.
في عام 2002 تم تعيينها عضوًا في مجلس التنسيق الجامعي من قبل مجلس النواب بناءً على اقتراح من حزب العمال الإشتراكي، وفي يناير 2004 تم تعيينها عضوًا في اللجنة الاستشارية لمرشح رئاسة الحكومة خوسيه لويس رودريغيز ثاباتيرو بمهمة التعاون في تصميم نموذج الحكومة الاشتراكية المستقبلية في ميثاقها الأخلاقي وأولوياتها.
بعد الانتخابات العامة لعام 2004 تم تعيين سان سيغوندو وزيراً للتربية والعلوم. خلال هذه المرحلة ركزت عمله على إصلاحين تعليميين رئيسيين، القانون الأساسي للتعليم الذي وافق عليه مجلس النواب في 6 أبريل 2006، والتعديل الجزئي للقانون الأساسي للجامعات.
في 7 أبريل 2006 تم إعلان استقالتها لمرسيدس كابريرا بسبب إعادة تشكيل الحكومة بعد استقالة خوسيه بونو. أصبحت إستقالتها سارية المفعول في 11 أبريل 2006.
ماريا خيسوس سان سيغوندو كانت أيضًا نائب رئيس جمعية اقتصاديات التعليم، وعضوًا في اللجنة التنفيذية لشبكة الوصول الأوروبية وعضو اللجنة الاستشارية لمركز البحث في التعلم مدى الحياة (المملكة المتحدة). كان عضوا في المجلس الاستشاري لمجلة توسيع المشاركة والمالية العامة الإسبانية.
ألّفت العديد من المنشورات والعديد من المقالات حول اقتصاديات التعليم، وتمويل التعليم، وتقييم النظام التعليمي، والأداء الأكاديمي، وتكافؤ الفرص والوصول إلى التعليم، إلخ.
بعد مغادرة حكومة إسبانيا تم تعيين ماريا خيسوس سان سيغوندو سفيرة وممثلة دائمة لإسبانيا لدى اليونسكو، وهو منصب سياسي شغله حتى 16 نوفمبر 2010.
توفيت في مدريد في 17 ديسمبر 2010 عن عمر يناهز 52 عامًا، وكانت ضحية مرض السرطان. حصلت على وسام ألفونسو العاشر المدني في عام 2011.